# خطة حركة 14 تموز 1958
| حركة تموز 1958 |
| - الضباط الوطنيين - نهاية الملكية العراقية - عبد الكريم قاسم - عبد السلام عارف - محمد نجيب الربيعي - رفعت الحاج سري - ناظم الطبقجلي - العوامل غير المباشرة للحركة - خطة حركة 14 تموز 1958 - إعلان الجمهورية العراقية - حركة 8 شباط 1963 - فيصل الثاني - نوري السعيد - عبد الإله |
| |
| تحرير |

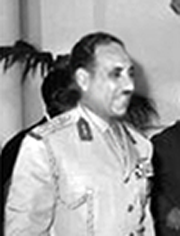
عبد السلام عارف أحد قادة تنظيم الضباط الوطنيين الذي أذاع البيان الأول للحركة

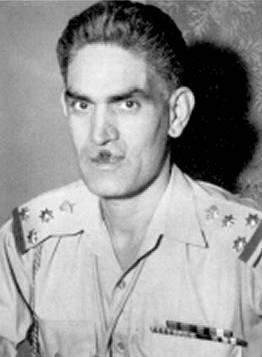
الزعيم عبد الكريم قاسم قائد اللواء 19 في معسكر المنصورية بديالى والذي لم يكن مخطط له الذهاب مع القطعات العسكرية للأردن في وقتها وعندما سمع بيان الحركة في المذياع خرج فورا إلى بغداد للمشاركة

اختار عبد السلام عارف لنفسه تنفيذ عدد من العمليات وهي السيطرة على مقر قيادة الجيش في وزارة الدفاع والسيطرة على مركز اتصالات الهاتف المركزي والسيطرة على دار الإذاعة إضافة إلى اهدافا أخرى حيوية كالسيطرة على القصر الملكي وقصر نوري السعيد ومعسكري الرشيد والوشاش.
وفي يوم 14 يوليو / تموز، تهيأ اللواء العشرين بقيادة عبد السلام عارف للتحرك لبدء تنفيذ الحركة. حيث درس الاعضاء البارزين للهيئة العليا لتنظيم الضباط الوطنيون وبحضور العميد الركن عبد الكريم قاسم خط سير الرتل المزمع سلوكه عبر بغداد، كما استمعوا إلى ايجاز قدمه العقيد الركن عبد السلام عارف عن الخطة التي وضعها ضمن تحرك لوائه للسيطرة على بغداد ويمكن وصف خطة عارف وخط سير القطعات بالتالي:

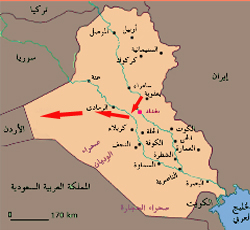
سير قطعات اللواء العشرين إلى الأردن

تقع على خط سير القطعات الذاهبة للأردن المواقع المهمة التي تشكل أهدافا إستراتيجية لتنفيذ الحركة ونجاحها فيما إذا تمت السيطرة عليها. فيمر خط السير المخصص للقطعات، بضمنها اللواء العشرين الذي سيقوم بتنفيذ الحركة والذي يتكون من أربعة كتائب أو افواج وذلك عبر عدد من النقاط والمواقع الاستراتيجية الهامة والتي لامناص من السيطرة عليها حيث كان الرتل الذاهب اصلا للأردن سيمر قاطعا بغداد من الشرق إلى الغرب، اتيا من لواء «أو محافظة» ديالى في الشرق حيث معسكر المنصورية ومتوجها عبر جنوب بغداد نحو الطريق الدولي الموصل للحدود الأردنية.
فبدئا بالتحرك من معسكر المنصورية يمر خط السير عبر طريق بغداد - ديالى القديم مرورا بشرق بغداد من جهة منطقة المشتل المؤدي إلى بغداد الجديدة المجاورة لمعسكر الرشيد في الزعفرانية وهو المحطة الهامة الأولى التي سيسيطر عليه باحد الكتائب الاربعة، ومن ثم التوجه إلى الباب الشرقي حيث جسر الملكة عالية «جسر الجمهورية حاليا» وهو المحطة الثانية المهمة لتامين تدفق قطعات اللواء للعبور إلى جانب الكرخ. ومن هنا يجب أن تتقسم الكتائب المتبقية إلى ثلاثة ارتال للاستكمال السيطرة على قاطع الرصافة قبل العبور إلى الكرخ، فيذهب الرتل الأول للسيطرة على قاطع مديريات شرطة باب الشيخ وهو أحد أهم مراكز الشرطة الذي يتضمن غرفة حركات الداخلية المكلف بمهمة الاتصال بوزارة الداخلية ورئاسة الوزراء عن أي تهديد امني ومنها يتم قطع الاتصالات الهاتفية للبدالة المركزية، ثم يتوجه لاحتلال وزارة الدفاع وهي أيضا مقر القيادة العامة للقوات المسلحة في الباب المعظم ثم يسطر الرتل نفسه على معسكر الحرس الملكي في الكرنتينة المجاورة وبعد ذلك يسيطر على مقرات البلاط الملكي في منطقة الكسرة المجاورة أيضا. وبعد عبور جسر الملكة عالية يوجد موقعين هامين يجب السيطرة عليهما واحتلالهما؛ الأول قصر الزعيم البارز نوري السعيد ومحطة دار الإذاعة العراقية في منطقة الصالحية المتاخمة للجسر، وهي أهم النقاط التي يجب السيطرة عليه لاذاعة البيان الأول للحركة وتوجيه القطعات والجماهير عبر الإذاعة. ومن جسر الجمهورية يستمر خط السير للتوجه عبر كرادة مريم «المجمع الرئاسي أو المنطقة الخضراء حاليا» ثم الحارثية حيث معسكر الوشاش المسيطر على قاطع الكرخ ويليه قصر الرحاب مقر اقامة الملك وولي العهد عبد الاله وهو أحد أهم النقاط الاستراتيجية لياخذ شارع اليرموك المتوجه إلى غرب بغداد إلى الطريق الدولي نحو الحدود الأردنية.
اتخذ عبد السلام عارف عدد من الاجراءات داخل اللواء العشرين الذي بامرته هدفها ضمان نجاح تنفيذ الحركة منها، أصدر أوامره باعتقال كل قادة القطعات العسكرية والتي ستشارك في الجحفل والتي ستمر عبر خط سير القطعات الذاهبة للأردن، أي القطعات المزمع تنفيذها للحركة من غير تنظيم الضباط الوطنيين وعين بدلاً عنهم ضباطًا من التنظيم ثم أصدر عدة أوامر هامة، وهي:
أ ـ يتسلم العقيد عبد اللطيف الدراجي قيادة اللواء العشرين مع عبد السلام عارف لكي يتمكن الأخير من التحرك بمرونة لقيادة العمليات والسيطرة على القطعات والوحدات الأخرى ومعالجة أي طاريء، إضافة إلى قيادة الكتيبة الأولى من اللواء التي تكلف بعدد من المهام على رأسها، الاتصال باعضاء تنظيم الضباط الوطنيين في معسكر الرشيد ودعمهم للقيام بتنفيذ الخطة التكميلية وهي السيطرة على وحدات المعسكر والانطلاق مع وحدات اللواء العشرين لاتمام المهمة، وفي حالة فشلهم يستمر اللواء العشرين بالمهمة وحده الذي سيتوجه لاحتلال قاطع شرطة باب الشيخ وقطع الاتصالات الهاتفية المركزي ثم السيطرة على جسر الملكة عالية في الباب الشرقي. وعند مرورها في منطقة الصالحية تحتل القطعات دارالإذاعة.
ب - يتوجه الرائد بهجت سعيد إلى قصر نوري السعيد رئيس الوزراء للقبض عليه.
ت ـ تكلف الكتيبة الثانية بقيادة المقدم عادل جلال بالتوجه لقاطع الباب المعظم لاحتلال وزارة الدفاع ثم تطويق معسكر الحرس الملكي في الكرنتينة لشله عن الحركة وحصار الديوان الملكي في الكسرة.
ث ـ يعين المقدم فاضل محمد علي قائدًا للكتيبة المدرعة الثالثة المكلفة باحتلال الكرخ بالتعاون مع قطعات منتخبة من معسكر الوشاش الذي يقوده الزعيم عبد الرحمن عارف «شقيق عبد السلام عارف» المكلف بالسيطرة على الشوارع والنقاط المهمة في قاطع الكرخ.

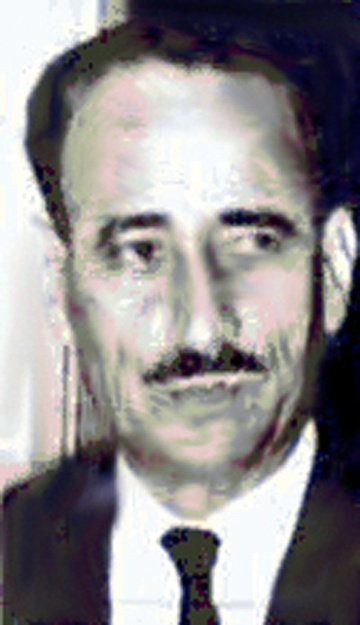
عبد الرحمن عارف امر معسكر الوشاش

ج ـ يتوجه الرائد عبد الجواد حامد على رأس سرية خاصة للتوجه إلى منطقة الحرثية لحصار قصر الرحاب حيث يقيم الملك فيصل الثاني، وولي عهده الأمير عبد الإله لاعتقالهما.
د – وبعد انجاز المهام الرئيسية والتي روعي ان تتم أغلبها بشكل متزامن يتوجه عبد السلام عارف بنفسه لاذاعة البيان الأول.
وبهذه الخطة المحكمة استطاع عبد السلام عارف إحكام قبضته على بغداد، وتوجه إلى مبنى الإذاعة وألقى بيان الثورة.
وعند بدء تحرك القطعات الروتيني بدأ وكان كل شيء يمر بهدود ورتابة كما خططت له القيادة العامة للقوات المسلحة، إلا أن نذر عاصفة عاتية قد هبت بعد مرور القطعات في بغداد بقيادة اللواء أحمد حقي الذي تجاوز بغداد مارا بالفلوجة القريبة حيث نجح الضباط بتنفيذ الخطة للإطاحة بالنظام، وقد تولى العقيد الركن عبد السلام عارف بفاعلية وشجاعة قيادة القطعات الموكلة له منفذا جميع العمليات الموكلة اليه والتي ادت إلى سقوط النظام الملكي، وكتب رسالته الشهيرة لوالده عند الشروع بالحركة طالباً رضاه والدعاء له بتحقيق النصر أو الدعاء له ليتقبله الله شهيدا في حالة وفاته حيث اذاع عارف بنفسه البيان الأول للحركة صبيحة 14 يوليو/ تموز 1958.
في هذه الأثناء كان العميد الركن عبد الكريم قاسم يراقب عن كثب سير الأمور ويشرف على العمليات من مقره في معسكر المنصورية في محافظة ديالى المتاخمة لبغداد، حيث كان قائدًا للواء التاسع عشر الذي لم يكن مخططا ذهابه مع القطعات الذاهبة للأردن، فلما بلغه احتلال عبد السلام عارف لبغداد لحق به وسمع من مذياع سيارته صوت عبد السلام عارف وهو يلقي بيان الثورة، وإعلان قيام الجمهورية العراقية.
وبعد سماع النباء باذاعة البيان الأول، خرجت الجماهير عن بكرة ابيها على شكل موجات هائجة ومظاهرات تأييد ومناصرة تملأ شوارع العاصمة والمدن الأخرى وأصبح العهد الملكي بين ليلة وضحاها من ذكريات الماضي كما أصبح في تلك اللحظات الحرجة مكروها من غالبية فئات الشعب.